# Joshua Waters
Joshua Waters (Mildura, 24 gennaio 1987) è un pilota motociclistico australiano.

## Carriera
La sua carriera nel mondo del motociclismo ad alto livello ha avuto inizio nel 2000 nei campionati australiani in cui ha ottenuto il titolo nella classe 125 nel 2003 con una Honda RS125.
Ha avuto modo di partecipare ad alcune gare del motomondiale in qualità di wild card nei GP d'Australia e della Malesia tra il 2002 e il 2004, senza ottenere però punti validi per le classifiche iridate.
Negli anni successivi ha disputato il campionato nazionale australiano delle Supersport ed in seguito delle Superbike, ottenendo il titolo nel 2009 a bordo di una Suzuki GSX-R1000.
Ha corso come wildcard con la Suzuki GSX-R1000 del team Yoshimura Suzuki Racing la prima prova del mondiale Superbike del 2011 a Phillip Island in Australia, classificandosi diciottesimo in gara uno e tredicesimo in gara due. In seguito ha preso parte ai Gran Premi di Salt Lake City e Portimão, racimolando otto punti in totale e classificandosi venticinquesimo nel mondiale.
Nel 2012 e nel 2017 vince ancora il campionato australiano Superbike. Continua a gareggiare in patria fino al 2024, anno in cui viene chiamato a disputare la 8 ore di Suzuka con il team Kagayama Racing ed una Panigale V4R. In equipaggio con gli altri piloti chiude la competizione al quarto posto assoluto. Conclude il suo 2024 a novembre, con la conquista del quarto titolo nazionale.

## Risultati in gara

### Motomondiale
| 2002 | Classe | Moto  |  |  |  |  |  |  |  |  |  |  |  |  |  |     |    |  | Punti | Pos. |
| ---- | ------ | ----- |  |  |  |  |  |  |  |  |  |  |  |  |  | --- | -- |  | ----- | ---- |
| 2002 | 125    | Honda |  |  |  |  |  |  |  |  |  |  |  |  |  | Rit | 25 |  | 0     |      |

| 2003 | Classe | Moto  |  |  |  |  |  |  |  |  |  |  |  |  |  |  |     |  | Punti | Pos. |
| ---- | ------ | ----- |  |  |  |  |  |  |  |  |  |  |  |  |  |  | --- |  | ----- | ---- |
| 2003 | 125    | Honda |  |  |  |  |  |  |  |  |  |  |  |  |  |  | Rit |  | 0     |      |

| 2004 | Classe | Moto  |  |  |  |  |  |  |  |  |  |  |  |  |  |  |    |  | Punti | Pos. |
| ---- | ------ | ----- |  |  |  |  |  |  |  |  |  |  |  |  |  |  | -- |  | ----- | ---- |
| 2004 | 250    | Honda |  |  |  |  |  |  |  |  |  |  |  |  |  |  | 18 |  | 0     |      |

| Legenda | 1º posto        | 2º posto            | 3º posto            | A punti      | Senza punti        | Grassetto – Pole position Corsivo – Giro più veloce |
| Legenda | Gara non valida | Non qual./Non part. | Ritirato/Non class. | Squalificato | '-' Dato non disp. | Grassetto – Pole position Corsivo – Giro più veloce |

### Campionato mondiale Superbike
| 2011 | Moto   |    |    |  |  |  |  |  |  |    |    |  |  |  |  |  |  |  |  |  |  |  |  |  |  |    |    |  |  | Punti | Pos. |
| ---- | ------ | -- | -- |  |  |  |  |  |  | -- | -- |  |  |  |  |  |  |  |  |  |  |  |  |  |  | -- | -- |  |  | ----- | ---- |
| 2011 | Suzuki | 18 | 13 |  |  |  |  |  |  | 12 | 15 |  |  |  |  |  |  |  |  |  |  |  |  |  |  | 21 | 18 |  |  | 8     | 25º  |

| Legenda | 1º posto        | 2º posto            | 3º posto           | A punti      | Senza punti        | Grassetto – Pole position Corsivo – Giro più veloce |
| Legenda | Gara non valida | Non qual./Non part. | Ritirato/Non class | Squalificato | '-' Dato non disp. | Grassetto – Pole position Corsivo – Giro più veloce |